# Karl Aage Præst
Karl Aage Præst (ur. 26 lutego 1922 w Kopenhadze, zm. 19 listopada 2011 we Frederiksbergu) – duński piłkarz występujący na pozycji pomocnika, reprezentant Danii w latach 1945–1949, brązowy medalista olimpijski.

## Kariera klubowa
Karl Aage Præst urodził się w Kopenhadze 26 września 1922. Dorastał w Det Kongelige Opfostringshus, gdzie w 1936 roku powstała młodzieżowa sekcja klubu piłkarskiego Østerbros Boldklub (ØB). Karl był wśród pierwszych chłopców, którzy zasilili jego szeregi. W seniorskiej drużynie zadebiutował w 1940 roku. Grał tam z późniejszym reprezentantem Danii Helge Bronée. Præst został uznany za talent światowej klasy, z doskonałym dryblingiem, precyzyjnym podaniem i dobrym strzałem na bramkę. W barwach ØB zaliczył około 250 występów. Debiut w reprezentacji Danii zaliczył w czerwcu 1945 roku. W maju 1947 roku został wybrany do drużyny XI Europy, która przegrała 1-6 z reprezentacją Wielkiej Brytanii. Nie wyszedł jednak na murawę, ponieważ zgodnie z zasadami meczu na boisku w zespole XI Europy nie mogły znajdować się dwie osoby z tego samego kraju, a w podstawowym składzie występował już Duńczyk Poul Petersen. Præst miał małe szanse na grę, gdyż zmiany mogły być dokonane wyłącznie w przypadku kontuzji.
Z Juventusem Præst zdobył mistrzostwo Serie A w sezonach 1949/50 i 1951/52. Choć w amatorskiej Danii uważano go za bardzo szybkiego piłkarza, to we Włoszech był wolniejszy od większości włoskich obrońców. Pojedynki wygrywał dzięki swojemu dryblingowi. W Juventusie Præst grał ze swoimi rodakami Johnem Hansenem i Karlem Ааgе Hansenem. Jego drybling i dokładne dośrodkowanie były kluczowe w uzyskaniu przez Hansena tytułu króla strzelców w sezonie 1951-52. W latach 1949–1956 Præst zagrał 232 mecze w Serie A i strzelił 51 bramek. W 1956 roku przeszedł do ligowego rywala S.S. Lazio. Zagrał w siedmiu meczach zanim zakończył swoje występy w Serie A w 1957 roku.
Po powrocie do Danii status byłego zawodowca wciąż nie pozwalał występować Præstowi w duńskich ligach. Karl wraz z Johnem Hansenem kupili domy w Liseleje, popularnym kurorcie położonym ok. 60 km na północ od Kopenhagi. Rezydencja Præsta stała się miejscem spotkania drużyny z Igrzysk Olimpijskich 1948. Zebrany zespół składał się zarówno z amatorów i byłych profesjonalistów i rozegrał szereg nieoficjalnych meczów, przyciągając tłumy na trybuny. To zmusiło DBU do podjęcia decyzji o wprowadzeniu dwuletniej kwarantanny, po upływie której byli profesjonaliści mieli możliwość powrotu do rozgrywek w Danii.
W listopadzie 2008 roku Præst został wprowadzony do Duńskiej Galerii Sław (Fodboldens Hall of Fame), za jego osiągnięcia z Juventusem i reprezentacją Danii. Zmarł 11 listopada 2011 roku w wieku 81 lat.

## Kariera reprezentacyjna
Karl Aage Præst był członkiem duńskiej drużyny na letnich igrzyskach Olimpijskich 1948 w Londynie, gdzie zagrał cztery mecze i strzelił dwa gole, a Dania zdobyła brązowy medal. Po igrzyskach Præst podpisał profesjonalny kontrakt z włoskim klubem Juventus F.C., i tym samym musiał zakończyć reprezentacyjną karierę; po podpisaniu profesjonalnego kontraktu zakazana była gra w amatorskich drużynach, takich jak reprezentacja Danii. W tamtych czasach Dansk Boldspil-Union nagradzał piłkarzy, którzy rozegrali 25 meczów złotym zegarkiem, a Præst miał ich tylko 24. Związek zrobił dla Præsta wyjątek i uznał mu mecz XI Europy z reprezentacją Wielkiej Brytanii wiedząc, że już nigdy nie zagra w narodowych barwach. Ogółem w latach 1945–1949 Præst rozegrał w reprezentacji 24 mecze i zdobył 17 bramek.

## Sukcesy

### Zespołowe
Østerbros Boldklub
- Puchar Kopenhagi: 1947

Juventus FC
- mistrzostwo Włoch: 1949/50, 1951/52

Dania
- brązowy medal igrzysk olimpijskich: 1948

### Indywidualne
- Fodboldens Hall of Fame: 2008[9]